# Championnat du monde d'endurance FIA 2014
Navigation
Édition précédente Édition suivante
Le Championnat du monde d'endurance FIA 2014 est la troisième édition de cette compétition. Elle se déroule du 20 avril au 30 novembre 2014. Elle comprend huit manches dont les 24 Heures du Mans.

## Repères de débuts de saison
La saison 2014 marque l'engagement officiel de Porsche dans la catégorie LMP1 avec la Porsche 919 Hybrid.

## Engagés
| No.     | Pays   | Équipe                  | Voiture                                         | Pneus  | Pilote 1           | Pilote 2           | Pilote 3           |
| LMP1-H  | LMP1-H | LMP1-H                  | LMP1-H                                          | LMP1-H | LMP1-H             | LMP1-H             | LMP1-H             |
| ------- | ------ | ----------------------- | ----------------------------------------------- | ------ | ------------------ | ------------------ | ------------------ |
| 1       |        | Audi Sport Team Joest   | Audi R18 e-tron quattro                         | M      | Lucas di Grassi    | Loïc Duval         | Tom Kristensen     |
| 2       |        | Audi Sport Team Joest   | Audi R18 e-tron quattro                         | M      | Marcel Fässler     | André Lotterer     | Benoît Tréluyer    |
| 7       |        | Toyota Racing           | Toyota TS040 Hybrid                             | M      | Kazuki Nakajima    | Stéphane Sarrazin  | Alexander Wurz     |
| 8       |        | Toyota Racing           | Toyota TS040 Hybrid                             | M      | Sébastien Buemi    | Anthony Davidson   | Nicolas Lapierre   |
| 14      |        | Porsche Team            | Porsche 919 Hybrid                              | M      | Romain Dumas       | Neel Jani          | Marc Lieb          |
| 20      |        | Porsche Team            | Porsche 919 Hybrid                              | M      | Timo Bernhard      | Brendon Hartley    | Mark Webber        |
| LMP1-L  |        |                         |                                                 |        |                    |                    |                    |
| 9       |        | Kodewa GmbH             | Lotus P1/01                                     | M      | Christijan Albers  | Thomas Holzer (en) | James Rossiter     |
| 12      |        | Rebellion Racing        | Rebellion R-One                                 | M      | Mathias Beche      | Nick Heidfeld      | Nicolas Prost      |
| 13      |        | Rebellion Racing        | Rebellion R-One                                 | M      | Andrea Belicchi    | Fabio Leimer       | Dominik Kraihamer  |
| LMP2    |        |                         |                                                 |        |                    |                    |                    |
| 21      |        | Strakka Racing          | Dome S103-Nissan                                | M      | Jonny Kane         | Nick Leventis      | Danny Watts        |
| 22      |        | Millennium Racing       | Oreca 03-Nissan                                 | D      | Fabien Giroix      | John Martin        | Oliver Turvey      |
| 23      |        | Millennium Racing       | Oreca 03-Nissan                                 | D      | Mike Conway        | Stefan Johansson   | Shinji Nakano      |
| 26      |        | G-Drive Racing          | Morgan LMP2-Nissan                              | D      | Julien Canal       | Olivier Pla        | Roman Rusinov      |
| 27      |        | SMP Racing              | Oreca 03-Nissan                                 | M      | Anton Ladygin (de) | Kirill Ladygin     | Viktor Shaytar     |
| 37      |        | SMP Racing              | Oreca 03-Nissan                                 | M      | Maurizio Mediani   | Nicolas Minassian  | Sergey Zlobin      |
| 47      |        | KCMG                    | Oreca 03-Nissan                                 | D      | Richard Bradley    | Matt Howson        | Tsugio Matsuda     |
| GTE-PRO |        |                         |                                                 |        |                    |                    |                    |
| 51      |        | AF Corse                | Ferrari 458 Italia GT2                          | M      | Gianmaria Bruni    | Toni Vilander      | Aucun              |
| 52      |        | RAM Racing              | Ferrari 458 Italia GT2                          | M      | Matt Griffin       | Álvaro Parente     | Aucun              |
| 71      |        | AF Corse                | Ferrari 458 Italia GT2                          | M      | James Calado       | Davide Rigon       | Aucun              |
| 91      |        | Porsche AG Team Manthey | Porsche 911 RSR (991)                           | M      | Jörg Bergmeister   | Patrick Pilet      | Nick Tandy         |
| 92      |        | Porsche AG Team Manthey | Porsche 911 RSR (991)                           | M      | Marco Holzer       | Richard Lietz      | Fred Makowiecki    |
| 97      |        | Aston Martin Racing     | Aston Martin V8 Vantage GTE                     | M      | Stefan Mücke       | Darren Turner      | Aucun              |
| 99      |        | Aston Martin Racing     | Aston Martin V8 Vantage GTE                     | M      | Alex MacDowall     | Darryl O'Young     | Fernando Rees      |
| GTE-AM  |        |                         |                                                 |        |                    |                    |                    |
| 53      |        | RAM Racing              | Ferrari 458 Italia GT2                          | M      | Ben Collins        | Johnny Mowlem      | Mark Patterson     |
| 61      |        | AF Corse                | Ferrari 458 Italia GT2                          | M      | Marco Cioci        | Luís Pérez Companc | Mirko Venturi      |
| 75      |        | Prospeed Competition    | Porsche 911 GT3 RSR (997) Porsche 911 RSR (991) | M      | Emmanuel Collard   | François Perrodo   | Matthieu Vaxivière |
| 81      |        | AF Corse                | Ferrari 458 Italia GT2                          | M      | Sam Bird           | Michele Rugolo     | Stephen Wyatt      |
| 88      |        | Proton Competition      | Porsche 911 RSR (991)                           | M      | Khaled Al Qubaisi  | Klaus Bachler      | Christian Ried     |
| 90      |        | 8 Star Motorsports      | Ferrari 458 Italia GT2                          | M      | Enzo Potolicchio   | Gianluca Roda      | Paolo Ruberti      |
| 95      |        | Aston Martin Racing     | Aston Martin V8 Vantage GTE                     | M      | David Hansson      | Chris Nygaard      | Kristian Poulsen   |
| 98      |        | Aston Martin Racing     | Aston Martin V8 Vantage GTE                     | M      | Paul Dalla Lana    | Pedro Lamy         | Nicki Thiim        |

## Calendrier
| N° | Date         | Course                            | Circuit                           | Lieu          | État, Pays              |
| -- | ------------ | --------------------------------- | --------------------------------- | ------------- | ----------------------- |
| 1  | 20 avril     | 6 Heures de Silverstone           | Circuit de Silverstone            | Silverstone   | Angleterre, Royaume-Uni |
| 2  | 3 mai        | 6 Heures de Spa-Francorchamps     | Circuit de Spa-Francorchamps      | Francorchamps | Belgique                |
| 3  | 14 & 15 juin | 24 Heures du Mans                 | Circuit des 24 Heures             | Le Mans       | France                  |
| 4  | 20 septembre | 6 Heures du circuit des Amériques | Circuit des Amériques             | Austin        | Texas, États-Unis       |
| 5  | 12 octobre   | 6 Heures de Fuji                  | Fuji Speedway                     | Oyama         | Japon                   |
| 6  | 2 novembre   | 6 Heures de Shanghai              | Circuit international de Shanghai | Shanghai      | Chine                   |
| 7  | 15 novembre  | 6 Heures de Bahreïn               | Circuit international de Sakhir   | Sakhir        | Bahreïn                 |
| 8  | 30 novembre  | 6 Heures de São Paulo             | Autodromo José Carlos Pace        | São Paulo     | São Paulo, Brésil       |

## Résumé

### 6 Heures de São Paulo
Cette course marque la première victoire de l'écurie Porsche Team depuis son retour en endurance.

## Résultats

### Équipes et Pilotes
Les vainqueurs du classement général de chaque manche sont inscrits en caractères gras.
| N° | Course                            | Équipe victorieuse LMP1                           | Équipe victorieuse LMP2                             | Équipe victorieuse GTE Pro                         | Équipe victorieuse GTE Am                             | Résultats |
| N° | Course                            | Pilotes victorieux LMP1                           | Pilotes victorieux LMP2                             | Pilotes victorieux GTE Pro                         | Pilotes victorieux GTE Am                             | Résultats |
| -- | --------------------------------- | ------------------------------------------------- | --------------------------------------------------- | -------------------------------------------------- | ----------------------------------------------------- | --------- |
| 1  | 6 Heures de Silverstone           | No. 8 Toyota Racing                               | No. 26 G-Drive Racing                               | No. 91 Porsche AG Team Manthey                     | No. 95 Aston Martin Racing                            | résultats |
| 1  | 6 Heures de Silverstone           | Sébastien Buemi Anthony Davidson Nicolas Lapierre | Julien Canal Olivier Pla Roman Rusinov              | Marco Holzer Richard Lietz Frédéric Makowiecki     | David Heinemeier Hansson Kristian Poulsen Nicki Thiim | résultats |
| 2  | 6 Heures de Spa-Francorchamps     | No. 8 Toyota Racing                               | No. 26 G-Drive Racing                               | No. 51 AF Corse                                    | No. 61 AF Corse                                       | résultats |
| 2  | 6 Heures de Spa-Francorchamps     | Sébastien Buemi Anthony Davidson Nicolas Lapierre | Julien Canal Olivier Pla Roman Rusinov              | Gianmaria Bruni Toni Vilander                      | Marco Cioci Luís Pérez Companc Mirko Venturi          | résultats |
| 3  | 24 Heures du Mans                 | No. 2 Audi Sport Team Joest                       | No. 27 SMP Racing                                   | No. 51 AF Corse                                    | No. 95 Aston Martin Racing                            | résultats |
| 3  | 24 Heures du Mans                 | André Lotterer Benoît Tréluyer Marcel Fässler     | Mika Salo Anton Ladygin Sergey Zlobin               | Giancarlo Fisichella Gianmaria Bruni Toni Vilander | David Heinemeier Hansson Kristian Poulsen Nicki Thiim | résultats |
| 4  | 6 Heures du circuit des Amériques | No. 2 Audi Sport Team Joest                       | No. 47 KCMG                                         | No. 97 Aston Martin Racing                         | No. 98 Aston Martin Racing                            | résultats |
| 4  | 6 Heures du circuit des Amériques | André Lotterer Benoît Tréluyer Marcel Fässler     | Matthew Howson Richard Bradley Tsugio Matsuda       | Darren Turner Stefan Mücke                         | Paul Dalla Lana Pedro Lamy Christoffer Nygaard        | résultats |
| 5  | 6 Heures de Fuji                  | No. 8 Toyota Racing                               | No. 26 G-Drive Racing                               | No. 51 AF Corse                                    | No. 95 Aston Martin Racing                            | résultats |
| 5  | 6 Heures de Fuji                  | Sébastien Buemi Anthony Davidson                  | Julien Canal Olivier Pla Roman Rusinov              | Gianmaria Bruni Toni Vilander                      | David Heinemeier Hansson Kristian Poulsen Nicki Thiim | résultats |
| 6  | 6 Heures de Shanghai              | No. 8 Toyota Racing                               | No. 26 G-Drive Racing                               | No. 92 Porsche AG Team Manthey                     | No. 98 Aston Martin Racing                            | résultats |
| 6  | 6 Heures de Shanghai              | Sébastien Buemi Anthony Davidson                  | Julien Canal Olivier Pla Roman Rusinov              | Frédéric Makowiecki Patrick Pilet                  | Paul Dalla Lana Pedro Lamy Christoffer Nygaard        | résultats |
| 7  | 6 Heures de Bahreïn               | No. 7 Toyota Racing                               | No. 47 KCMG                                         | No. 51 AF Corse                                    | No. 95 Aston Martin Racing                            | résultats |
| 7  | 6 Heures de Bahreïn               | Mike Conway Stéphane Sarrazin Alexander Wurz      | Matthew Howson Richard Bradley Alexandre Imperatori | Gianmaria Bruni Toni Vilander                      | David Heinemeier Hansson Kristian Poulsen Nicki Thiim | résultats |
| 8  | 6 Heures de São Paulo             | No. 14 Porsche Team                               | No. 47 KCMG                                         | No. 97 Aston Martin Racing                         | No. 98 Aston Martin Racing                            | résultats |
| 8  | 6 Heures de São Paulo             | Marc Lieb Romain Dumas Neel Jani                  | Matthew Howson Richard Bradley Alexandre Imperatori | Darren Turner Stefan Mücke                         | Paul Dalla Lana Pedro Lamy Christoffer Nygaard        | résultats |

### Constructeurs
| N° | Course                            | Constructeur victorieux LMP | Constructeur victorieux GT | Résultats |
| -- | --------------------------------- | --------------------------- | -------------------------- | --------- |
| 1  | 6 Heures de Silverstone           | Toyota                      | Porsche                    | résultats |
| 2  | 6 Heures de Spa                   | Toyota                      | Ferrari                    | résultats |
| 3  | 24 Heures du Mans                 | Audi                        | Ferrari                    | résultats |
| 4  | 6 Heures du circuit des Amériques | Audi                        | Aston Martin               | résultats |
| 5  | 6 Heures de Fuji                  | Toyota                      | Ferrari                    | résultats |
| 6  | 6 Heures de Shanghai              | Toyota                      | Porsche                    | résultats |
| 7  | 6 Heures de Bahreïn               | Toyota                      | Ferrari                    | résultats |
| 8  | 6 Heures de São Paulo             | Porsche                     | Aston Martin               | résultats |

- : Champion 2013

## Classement saison 2014

### Attribution des points
| Système des points | Système des points | Système des points | Système des points | Système des points | Système des points | Système des points | Système des points | Système des points | Système des points | Système des points | Système des points |
| Position           | 1er                | 2e                 | 3e                 | 4e                 | 5e                 | 6e                 | 7e                 | 8e                 | 9e                 | 10e                | Au-delà            |
| ------------------ | ------------------ | ------------------ | ------------------ | ------------------ | ------------------ | ------------------ | ------------------ | ------------------ | ------------------ | ------------------ | ------------------ |
| Points             | 25                 | 18                 | 15                 | 12                 | 10                 | 8                  | 6                  | 4                  | 2                  | 1                  | 0.5                |

Les points sont doublés lors des 24 heures du Mans. 1 point est délivré aux pilotes et teams obtenant la pole position dans chaque catégorie. Pour marquer des points, il faut parcourir au minimum 3 tours sous drapeau vert et accomplir au moins 70 % de la distance parcourue par le vainqueur.

### Classement pilotes
Cette saison, 5 titres sont délivrés aux pilotes. Le Championnat du monde est disputé uniquement par les pilotes des catégories LMP1-H et LMP1-L. Les pilotes appartenant à la catégorie LMGTE Pro se disputent quant à eux une Coupe du monde. Également, 3 Trophées Endurance FIA sont attribués aux pilotes appartenant aux catégories LMP1-L, LMP2 et LMGTE Am.

#### Championnat du monde d'endurance FIA— Pilotes
Anthony Davidson et Sébastien Buemi remportent le Championnat lors des 6 Heures de São Paulo.
| Pos. | Voiture           | Team                  | SIL | SPA | LMS | COA | FUJ | SHA | BHR | SÃO | Total points |
| ---- | ----------------- | --------------------- | --- | --- | --- | --- | --- | --- | --- | --- | ------------ |
| 1    | Anthony Davidson  | Toyota Racing         | 1   | 1   | 3   | 3   | 1   | 1   | 10  | 2   | 166          |
| 1    | Sébastien Buemi   | Toyota Racing         | 1   | 1   | 3   | 3   | 1   | 1   | 10  | 2   | 166          |
| 2    | André Lotterer    | Audi Sport Team Joest | Ret | 5   | 1   | 1   | 6   | 4   | 4   | 5   | 127          |
| 2    | Benoît Tréluyer   | Audi Sport Team Joest | Ret | 5   | 1   | 1   | 6   | 4   | 4   | 5   | 127          |
| 2    | Marcel Fässler    | Audi Sport Team Joest | Ret | 5   | 1   | 1   | 6   | 4   | 4   | 5   | 127          |
| 3    | Marc Lieb         | Porsche Team          | Ret | 4   | 5   | 4   | 4   | 3   | 2   | 1   | 117          |
| 3    | Romain Dumas      | Porsche Team          | Ret | 4   | 5   | 4   | 4   | 3   | 2   | 1   | 117          |
| 3    | Neel Jani         | Porsche Team          | Ret | 4   | 5   | 4   | 4   | 3   | 2   | 1   | 117          |
| 4    | Lucas Di Grassi   | Audi Sport Team Joest | Ret | 2   | 2   | 2   | 5   | 5   | 5   | 3   | 117          |
| 4    | Tom Kristensen    | Audi Sport Team Joest | Ret | 2   | 2   | 2   | 5   | 5   | 5   | 3   | 117          |
| 5    | Alexander Wurz    | Toyota Racing         | 2   | 3   | Ret | 6   | 2   | 2   | 1   | 4   | 116          |
| 5    | Stéphane Sarrazin | Toyota Racing         | 2   | 3   | Ret | 6   | 2   | 2   | 1   | 4   | 116          |
| 6    | Nicolas Lapierre  | Toyota Racing         | 1   | 1   | 3   | 3   |     |     |     |     | 96           |
| 7    | Loïc Duval        | Audi Sport Team Joest | Ret | 2   | WD  | 2   | 5   | 5   | 5   | 3   | 81           |
| 8    | Kazuki Nakajima   | Toyota Racing         | 2   | 3   | Ret |     | 2   | 2   |     |     | 71           |
| 9    | Timo Bernhard     | Porsche Team          | 3   | 12  | NC  | 5   | 3   | 6   | 3   | Ret | 64.5         |
| 9    | Mark Webber       | Porsche Team          | 3   | 12  | NC  | 5   | 3   | 6   | 3   | Ret | 64.5         |
| 9    | Brendon Hartley   | Porsche Team          | 3   | 12  | NC  | 5   | 3   | 6   | 3   | Ret | 64.5         |
| 10   | Mathias Beche     | Rebellion Racing      | 4   | 7   | 4   | 7   | 12  | 7   | 7   | 8   | 64.5         |
| 10   | Nicolas Prost     | Rebellion Racing      | 4   | 7   | 4   | 7   | 12  | 7   | 7   | 8   | 64.5         |
| 10   | Nick Heidfeld     | Rebellion Racing      | 4   | 7   | 4   | 7   | 12  | 7   | 7   | 8   | 64.5         |
| 11   | Mike Conway       | Toyota Racing         |     |     |     | 6   |     |     | 1   | 4   | 45           |
| 12   | Marc Gené         | Audi Sport Team Joest |     |     | 2   |     |     |     |     |     | 36           |
| Pos. | Pilote            | Team                  | SIL | SPA | LMS | COA | FUJ | SHA | BHR | SÃO | Total points |

| Couleur | Résultat                     |
| ------- | ---------------------------- |
| Or      | Vainqueur                    |
| Argent  | 2e place                     |
| Bronze  | 3e place                     |
| Vert    | Terminé, dans les points     |
| Bleu    | Terminé, pas dans les points |
| Violet  | Abandon (Ab.) ou (Ret)       |
| Violet  | Non classé (NC)              |
| Rouge   | Pas qualifié (DNQ)           |
| Noir    | Disqualifié (DSQ)            |
| Blanc   | Pas au départ (DNS)          |
| Blanc   | Forfait (WD)                 |
| Blanc   | N'a pas participé (DNP)      |
| Blanc   | Blessé (INJ)                 |
| Blanc   | Exclu (EX)                   |
| Blanc   | Course annulée (C)           |

#### Coupe du monde d'endurance FIA pour pilotes GT
Gianmaria Bruni et Toni Vilander gagnent la Coupe du monde d'endurance FIA pour pilotes GT lors des 6 Heures de São Paulo.
| Pos. | Pilote                   | Team                 | SIL | SPA | LMS | COA | FUJ | SHA | BHR | SÃO | Total points |
| ---- | ------------------------ | -------------------- | --- | --- | --- | --- | --- | --- | --- | --- | ------------ |
| 1    | Gianmaria Bruni          | AF Corse             | 4   | 1   | 1   | 3   | 1   | Ret | 1   | 4   | 168          |
| 1    | Toni Vilander            | AF Corse             | 4   | 1   | 1   | 3   | 1   | Ret | 1   | 4   | 168          |
| 2    | Frédéric Makowiecki      | Porsche Team Manthey | 1   | 9   | 2   | 2   | 11  | 1   | 5   | 2   | 134.5        |
| 3    | Richard Lietz            | Porsche Team Manthey | 1   |     | 2   |     | 4   | 2   | 4   | 6   | 111          |
| 4    | Patrick Pilet            | Porsche Team Manthey | 2   | 2   | 11  | 2   | 11  | 1   | 5   | 2   | 108.5        |
| 5    | Darren Turner            | Aston Martin Racing  | 3   | 4   | 10  | 1   | 9   | Ret | 2   | 1   | 102          |
| 5    | Stefan Mücke             | Aston Martin Racing  | 3   | 4   | 10  | 1   | 9   | Ret | 2   | 1   | 102          |
| 6    | Jörg Bergmeister         | Porsche Team Manthey | 2   | 2   | 11  | 4   | 4   | 2   | 4   | 6   | 99           |
| 7    | Davide Rigon             | AF Corse             | 5   | 3   | Ret | 7   | 2   | 3   | 3   | 3   | 94           |
| 7    | James Calado             | AF Corse             | 5   | 3   | WD  | 7   | 2   | 3   | 3   | 3   | 94           |
| 8    | Kristian Poulsen         | Aston Martin Racing  | 8   | 7   | 3   | 6   | 5   | 6   | 6   | 8   | 78           |
| 8    | David Heinemeier Hansson | Aston Martin Racing  | 8   | 7   | 3   | 6   | 5   | 6   | 6   | 8   | 78           |
| 9    | Marco Holzer             | Porsche Team Manthey | 1   | 9   | 2   |     |     |     |     |     | 63           |
| 10   | Nicki Thiim              | Aston Martin Racing  | 8   |     | 3   |     | 5   |     | 6   | 8   | 56           |
| 11   | Christoffer Nygaard      | Aston Martin Racing  | 9   | 8   | 7   | 5   | 6   | 5   | 8   | 7   | 56           |
| 11   | Pedro Lamy               | Aston Martin Racing  | 9   | 8   | 7   | 5   | 6   | 5   | 8   | 7   | 56           |
| 11   | Paul Dalla Lana          | Aston Martin Racing  | 9   | 8   | 7   | 5   | 6   | 5   | 8   | 7   | 56           |
| 12   | Alex MacDowall           | Aston Martin Racing  | 7   | 5   | WD  | 10  | 3   | 4   | 12  | 5   | 55.5         |
| 12   | Fernando Rees            | Aston Martin Racing  | 7   | 5   | WD  | 10  | 3   | 4   | 12  | 5   | 55.5         |
| Pos. | Pilote                   | Team                 | SIL | SPA | LMS | COA | FUJ | SHA | BHR | SÃO | Total points |

#### Trophée Pilotes Teams privés LMP1
Mathias Beche, Nicolas Prost et Nick Heidfeld obtiennent le trophée destiné aux pilotes de teams privés LMP1 lors des 6 Heures de São Paulo.
| Pos. | Pilote             | Team             | SIL | SPA | LMS | COA | FUJ | SHA | BHR | SÃO | Total points |
| ---- | ------------------ | ---------------- | --- | --- | --- | --- | --- | --- | --- | --- | ------------ |
| 1    | Mathias Beche      | Rebellion Racing | 1   | 1   | 1   | 1   | 2   | 1   | 2   | 2   | 204          |
| 1    | Nicolas Prost      | Rebellion Racing | 1   | 1   | 1   | 1   | 2   | 1   | 2   | 2   | 204          |
| 1    | Nick Heidfeld      | Rebellion Racing | 1   | 1   | 1   | 1   | 2   | 1   | 2   | 2   | 204          |
| 2    | Andrea Belicchi    | Rebellion Racing | Ret | Ret | Ret | Ret | 1   | 2   | 1   | 1   | 93           |
| 2    | Dominik Kraihamer  | Rebellion Racing | Ret | Ret | Ret | Ret | 1   | 2   | 1   | 1   | 93           |
| 2    | Fabio Leimer       | Rebellion Racing | Ret | Ret | Ret | Ret | 1   | 2   | 1   | 1   | 93           |
| 3    | Lucas Auer         | Lotus            |     |     |     | 2   |     | 3   |     | Ret | 33           |
| 4    | Christophe Bouchut | Lotus            |     |     |     | 2   | Ret |     |     |     | 18           |
| 4    | James Rossiter     | Lotus            |     |     |     | 2   | Ret |     |     |     | 18           |
| 5    | Pierre Kaffer      | Lotus            |     |     |     |     | Ret | 3   | Ret | Ret | 15           |

#### Trophée Endurance FIA pour les pilotes LMP2
Sergey Zlobin obtient le trophée destiné aux pilotes LMP2 lors des 6 Heures de São Paulo.
| Pos. | Pilote               | Team           | SIL | SPA | LMS | COA | FUJ | SHA | BHR | SÃO | Total points |
| ---- | -------------------- | -------------- | --- | --- | --- | --- | --- | --- | --- | --- | ------------ |
| 1    | Sergey Zlobin        | SMP Racing     | 3   | 4   | 1   | 2   | 3   | 2   | Ret | 2   | 146          |
| 2    | Olivier Pla          | G-Drive Racing | 1   | 1   | Ret | 3   | 1   | 1   | 3   | Ret | 137          |
| 2    | Julien Canal         | G-Drive Racing | 1   | 1   | Ret | 3   | 1   | 1   | 3   | Ret | 137          |
| 2    | Roman Rusinov        | G-Drive Racing | 1   | 1   | Ret | 3   | 1   | 1   | 3   | Ret | 137          |
| 3    | Matt Howson          | KCMG           | 2   | 2   | Ret | 1   | 2   | Ret | 1   | 1   | 130          |
| 3    | Richard Bradley      | KCMG           | 2   | 2   | Ret | 1   | 2   | Ret | 1   | 1   | 130          |
| 4    | Anton Ladygin        | SMP Racing     | Ret | 3   | 1   | Ret | 4   | 3   | 2   | Ret | 110          |
| 5    | Nicolas Minassian    | SMP Racing     | 3   | 4   | Ret | 2   | 3   | 2   | Ret | 2   | 96           |
| 5    | Maurizio Mediani     | SMP Racing     | 3   | 4   | Ret | 2   | 3   | 2   | Ret | 2   | 96           |
| 6    | Alexandre Imperatori | KCMG           |     | 2   | Ret |     | 2   | Ret | 1   | 1   | 87           |
| 7    | Kirill Ladygin       | SMP Racing     | Ret | 3   | Ret | Ret | 4   | 3   | 2   | Ret | 60           |
| 7    | Viktor Shaytar       | SMP Racing     | Ret | 3   |     | Ret | 4   | 3   | 2   | Ret | 60           |

#### Trophée Endurance FIA pour les pilotes LMGTE Am
Kristian Poulsen et David Heinemeier Hansson remportent le trophée destiné aux pilotes LMGTE Am lors des 6 Heures de São Paulo.
| Pos. | Pilote                   | Team                | SIL | SPA | LMS | COA | FUJ | SHA | BHR | SÃO | Total points |
| ---- | ------------------------ | ------------------- | --- | --- | --- | --- | --- | --- | --- | --- | ------------ |
| 1    | Kristian Poulsen         | Aston Martin Racing | 1   | 2   | 1   | 2   | 1   | 2   | 1   | 2   | 198          |
| 1    | David Heinemeier Hansson | Aston Martin Racing | 1   | 2   | 1   | 2   | 1   | 2   | 1   | 2   | 198          |
| 2    | Christoffer Nygaard      | Aston Martin Racing | 2   | 3   | 5   | 1   | 2   | 1   | 3   | 1   | 164          |
| 2    | Pedro Lamy               | Aston Martin Racing | 2   | 3   | 5   | 1   | 2   | 1   | 3   | 1   | 164          |
| 2    | Paul Dalla Lana          | Aston Martin Racing | 2   | 3   | 5   | 1   | 2   | 1   | 3   | 1   | 164          |
| 3    | Nicki Thiim              | Aston Martin Racing | 1   |     | 1   |     | 1   |     | 1   | 2   | 144          |
| 4    | Christian Ried           | Proton Competition  | 4   | 4   | 2   | 3   | 4   | 5   | 4   | 4   | 121          |
| 4    | Khaled Al Qubaisi        | Proton Competition  | 4   | 4   | 2   | 3   | 4   | 5   | 4   | 4   | 121          |
| 5    | Klaus Bachler            | Proton Competition  | 4   | 4   | 2   | 3   | 4   |     | 4   | 4   | 111          |
| 6    | Luís Pérez Companc       | AF Corse            | 6   | 1   | 3   | 4   |     |     |     |     | 76           |
| 6    | Marco Cioci              | AF Corse            | 6   | 1   | 3   | 4   |     |     |     |     | 76           |
| 6    | Mirko Venturi            | AF Corse            | 6   | 1   | 3   | 4   |     |     |     |     | 76           |
| 7    | Stephen Wyatt            | AF Corse            | 3   | 5   | Ret | 6   | Ret |     | 2   | 3   | 68           |
| 7    | Michele Rugolo           | AF Corse            | 3   | 5   | Ret | 6   | Ret |     | 2   | 3   | 68           |

### Championnat des Constructeurs
2 championnats constructeurs distincts sont présents dans ce championnat. L'un est destiné aux Sport-prototypes alors que l'autre est réservé aux voitures Grand tourisme. Le Championnat du Monde des Constructeurs est destiné seulement aux constructeurs engagés en LMP1, et les points proviennent seulement du meilleur score enregistré par le constructeur lors de chaque manche. Ainsi, Audi sécurisa ce trophée lors des 6 Heures de São Paulo. Le Championnat du Monde des Constructeurs GT concerne quant à lui les constructeurs alignés dans les catégories LMGTE Pro et LMGTE Am. Cette année, Ferrari gagne pour la troisième année consécutive ce trophée lors des 6 Heures de São Paulo. Concernant le barème des points, chaque constructeur cumule les points obtenus par ses 2 meilleures voitures et cela lors de chaque manche.

#### Championnat du monde d'endurance FIA— Constructeurs

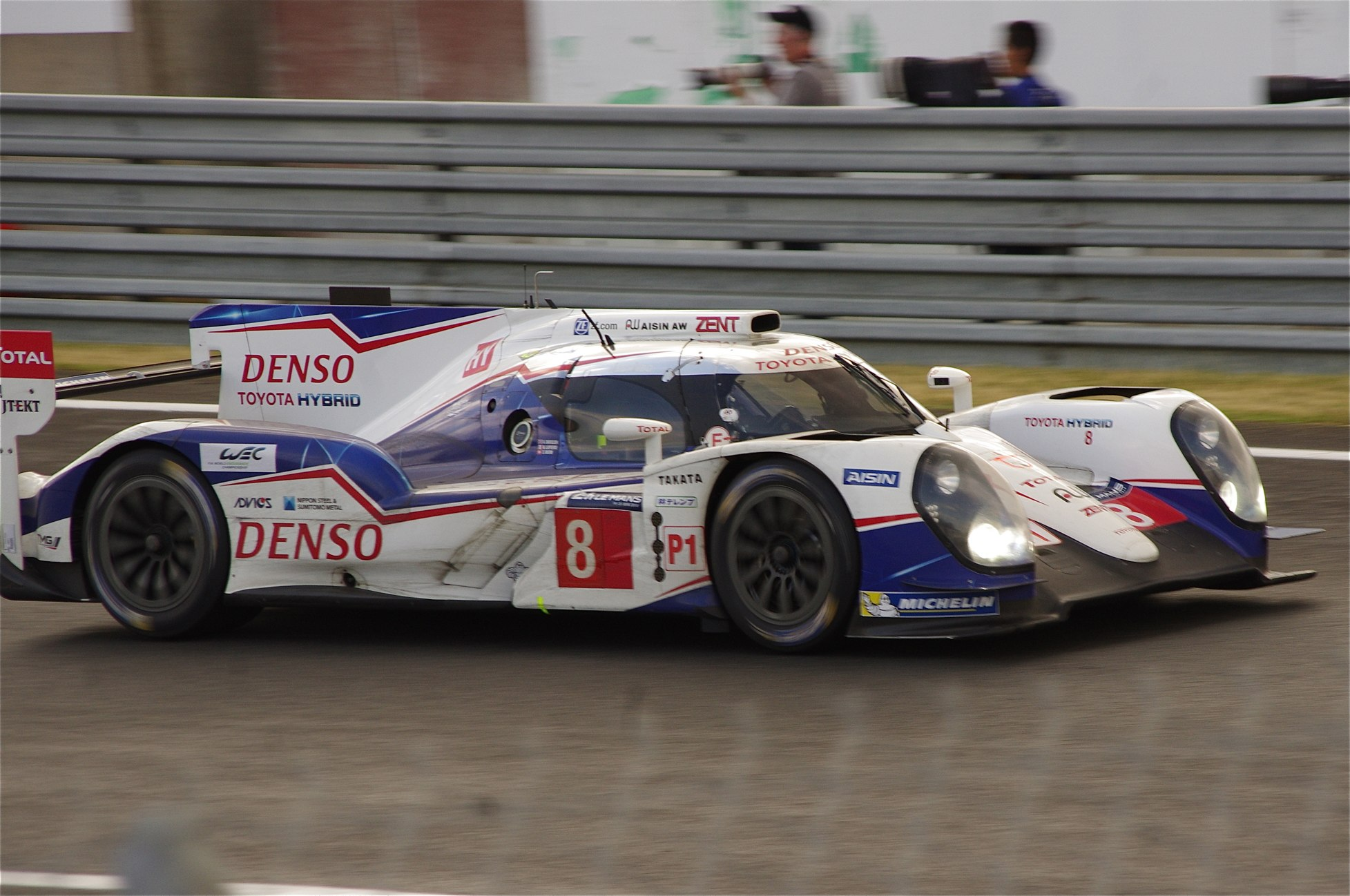
Toyota remporte le championnat du monde d’endurance des constructeurs grâce à ses TS040 Hybrid.

| Pos. | Constructeur | SIL | SPA | LMS | COA | FUJ | SHA | BHR | SÃO | Total points |
| ---- | ------------ | --- | --- | --- | --- | --- | --- | --- | --- | ------------ |
| 1    | Toyota       | 1   | 1   | 3   | 3   | 1   | 1   | 1   | 2   | 289          |
| 1    | Toyota       | 2   | 3   | Ret | 6   | 2   | 2   | 6   | 4   | 289          |
| 2    | Audi         | Ret | 2   | 1   | 1   | 5   | 4   | 4   | 3   | 244          |
| 2    | Audi         | Ret | 5   | 2   | 2   | 6   | 5   | 5   | 5   | 244          |
| 3    | Porsche      | 3   | 4   | 4   | 4   | 3   | 3   | 2   | 1   | 193          |
| 3    | Porsche      | Ret | 6   | NC  | 5   | 4   | 6   | 3   | Ret | 193          |

#### Coupe du Monde d'Endurance FIA pour les Constructeurs GT
| Pos. | Constructeur | SIL | SPA | LMS | COA | FUJ | SHA | BHR | SÃO | Total points |
| ---- | ------------ | --- | --- | --- | --- | --- | --- | --- | --- | ------------ |
| 1    | Ferrari      | 4   | 1   | 1   | 3   | 1   | 3   | 1   | 3   | 288          |
| 1    | Ferrari      | 5   | 3   | 5   | 7   | 2   | 7   | 3   | 4   | 288          |
| 2    | Porsche      | 1   | 2   | 2   | 2   | 4   | 1   | 4   | 2   | 262          |
| 2    | Porsche      | 2   | 9   | 4   | 4   | 7   | 2   | 5   | 6   | 262          |
| 3    | Aston Martin | 3   | 4   | 3   | 1   | 3   | 4   | 2   | 1   | 232          |
| 3    | Aston Martin | 7   | 5   | 7   | 5   | 5   | 5   | 6   | 5   | 232          |

### Championnat des Équipes
Toutes les équipes des 4 catégories de ce championnat sont représentées pour le Trophée Endurance FIA, sachant que chaque voiture marque ses propres points.

#### Trophée Endurance FIA pour les Équipes privés LMP1
Le Trophée Endurance FIA pour les Teams privés LMP1 est ouvert seulement pour les équipes privées concourant dans la catégorie LMP1 sans constructeur associé. Rebellion Racing remporte largement ce trophée.
| Pos. | Voiture | Team             | SIL | SPA | LMS | COA | FUJ | SHA | BHR | SÃO | Total points |
| ---- | ------- | ---------------- | --- | --- | --- | --- | --- | --- | --- | --- | ------------ |
| 1    | 12      | Rebellion Racing | 1   | 1   | 1   | 1   | 2   | 1   | 2   | 2   | 204          |
| 2    | 13      | Rebellion Racing | Ret | Ret | Ret | Ret | 1   | 2   | 1   | 1   | 93           |
| 3    | 9       | Lotus            |     |     |     | 2   | Ret | 3   | Ret | Ret | 33           |

#### Trophée Endurance FIA pour les Équipes de LMP2
Le Trophée Endurance FIA pour les Équipes LMP2 a été remporté par la voiture no 27 du SMP Racing lors des 6 Heures de São Paulo.
| Pos. | Voiture | Team           | SIL | SPA | LMS | COA | FUJ | SHA | BHR | SÃO | Total points |
| ---- | ------- | -------------- | --- | --- | --- | --- | --- | --- | --- | --- | ------------ |
| 1    | 27      | SMP Racing     | 3   | 4   | 1   | 2   | 3   | 2   | Ret | 2   | 146          |
| 2    | 26      | G-Drive Racing | 1   | 1   | Ret | 3   | 1   | 1   | 3   | Ret | 137          |
| 3    | 47      | KCMG           | 2   | 2   | Ret | 1   | 2   | Ret | 1   | 1   | 130          |
| 4    | 37      | SMP Racing     | Ret | 3   | Ret | Ret | 4   | 3   | 2   | Ret | 60           |

#### Trophée Endurance FIA pour les Équipes de LMGTE Pro
Le Trophée Endurance FIA pour les Équipes de LMGTE Pro a été remporté par la voiture no 51 de l'équipe AF Corse lors des 6 Heures de São Paulo.
| Pos. | Voiture | Team                 | SIL | SPA | LMS | COA | FUJ | SHA | BHR | SÃO | Total points |
| ---- | ------- | -------------------- | --- | --- | --- | --- | --- | --- | --- | --- | ------------ |
| 1    | 51      | AF Corse             | 4   | 1   | 1   | 3   | 1   | Ret | 1   | 4   | 168          |
| 2    | 92      | Porsche Team Manthey | 1   | 6   | 2   | 2   | 6   | 1   | 5   | 2   | 148          |
| 3    | 97      | Aston Martin Racing  | 3   | 4   | 3   | 1   | 5   | Ret | 2   | 1   | 138          |
| 4    | 91      | Porsche Team Manthey | 2   | 2   | 4   | 4   | 4   | 2   | 4   | 6   | 122          |
| 5    | 71      | AF Corse             | 5   | 3   | Ret | 5   | 2   | 3   | 3   | 3   | 98           |
| 6    | 99      | Aston Martin Racing  | 7   | 5   | WD  | 6   | 3   | 4   | 6   | 5   | 70           |
| 7    | 52      | RAM Racing           | 6   |     | Ret |     |     |     |     |     | 8            |

#### Trophée Endurance FIA pour les Équipes de LMGTE Am
Le Trophée Endurance FIA pour les Équipes de LMGTE Am a été remporté par la voiture no 95 de l'équipe Aston Martin Racing lors des 6 Heures de São Paulo.
| Pos. | Voiture | Team                 | SIL | SPA | LMS | COA | FUJ | SHA | BHR | SÃO | Total points |
| ---- | ------- | -------------------- | --- | --- | --- | --- | --- | --- | --- | --- | ------------ |
| 1    | 95      | Aston Martin Racing  | 1   | 2   | 1   | 2   | 1   | 2   | 1   | 2   | 198          |
| 2    | 98      | Aston Martin Racing  | 2   | 3   | 5   | 1   | 2   | 1   | 3   | 1   | 164          |
| 3    | 88      | Proton Competition   | 4   | 4   | 2   | 3   | 4   | 5   | 4   | 4   | 121          |
| 4    | 61      | AF Corse             | 6   | 1   | 3   | 4   | 5   |     | 6   | 6   | 102          |
| 5    | 81      | AF Corse             | 3   | 5   | Ret | 6   | Ret |     | 2   | 3   | 68           |
| 6    | 90      | 8 Star Motorsports   | Ret | 7   | 4   | 5   | Ret | 3   | 5   | Ret | 65           |
| 7    | 75      | Prospeed Competition | Ret | 6   | Ret | 7   | 3   | 4   | 7   | 5   | 58           |
| 8    | 53      | RAM Racing           | 5   |     | 6   |     |     |     |     |     | 26           |